# Suzanne Largeot
Suzanne Largeot (ur. 11 sierpnia 1904, zm. 1991) – francuska zawodniczka startująca w wyścigach samochodowych.

## Kariera
W swojej karierze wyścigowej Largeot poświęciła się startom w wyścigach samochodów sportowych. W latach 1937-1939 Francuzka pojawiała się w stawce 24-godzinnego wyścigu Le Mans. W pierwszym sezonie startów odniosła zwycięstwo w klasie 1.1, a w klasyfikacji generalnej uplasowała się na dwunastej pozycji. W kolejnych latach Francuzka nie dojeżdżała do mety.